# Veiga (Puebla del Brollón)
Veiga (oficialmente y en gallego San Xián de Veiga) es una parroquia y una aldea española del municipio de Puebla del Brollón, en la provincia de Lugo, Galicia.

## Otras denominaciones
La parroquia también es conocida por el nombre de San Xulián de Veiga.

## Geografía
Limita con las parroquias de Pino y Ferreirúa al norte, Santalla de Rey al sur, Ferreiros al este y Pino al oeste. Está bañada por las aguas de dos ríos: el Cabe y su afluente el Picarrexo, que desemboca a la altura de Picais.
| Noroeste: Pino | Norte: Pino y Ferreirúa | Noreste: Ferreirúa |
| Oeste: Pino    |                         | Este: Ferreirúa    |
| Suroeste: Pino | Sur: Santalla de Rey    | Sureste: Ferreiros |

## Organización territorial
La parroquia está formada por siete entidades de población, constando cuatro de ellas en el nomenclátor del Instituto Nacional de Estadística español:
- Veiga 
  - Campo (O Campo)
  - Outeiro
- Centeais
- Cortiñas
- Picais
- Ponte (A Ponte)
  - A Ponte
  - Vales

## Demografía

### Parroquia
| Gráfica de evolución demográfica de Veiga (parroquia) entre 2000 y 2020 |
|                                                                         |
| Datos según el nomenclátor publicado por el INE.                        |

### Aldea
| Gráfica de evolución demográfica de Veiga (aldea) entre 2000 y 2020 |
|                                                                     |
| Datos según el nomenclátor publicado por el INE.                    |

## Patrimonio
- Iglesia románica de San Julián: data de la segunda mitad del siglo XII y está dedicada a San Julián (en gallego San Xián). Tiene naves ábsides semicirculares. La nave principal es rectangular con muros de mampostería, cubierta a dos aguas con tejado de pizarra. La sacristía está adosada a uno de los laterales de la nave. La portada principal es estrecha y alargada, y está reformada. Tiene tres arquivoltas semicirculares peraltadas. Canecillos lisos, estrella con flor de Lis y, en el interior, retablo barroco del siglo XVIII, esculturas y campanario con espadaña de cuatro vanos.
- Finca Robles: Fue propiedad de José María Gil-Robles, que la vendió al Estado en el año 1949 y que actualmente es propiedad de la Junta de Galicia.

## Festividades
Las fiestas de la parroquia se celebran en el mes de junio en honor al Corpus Christi. La fiesta no se celebró durante muchos años, más de 50, pero hace pocos años se retomó la fiesta, por decisión de los vecinos. Durante los años en que no hubo fiesta se celebraban las fiestas de Santa Lucía de Santalla de Rey.